# Глушково (Калининградская область)
Глушково (до 1946 года — Плибишкен нем. Plibischken) — посёлок в Черняховском районе Калининградской области. Входит в состав Каменского сельского поселения.

## Население
| 1910 | 1933 | 1939 | 2002 | 2010 |
| ---- | ---- | ---- | ---- | ---- |
| 255  | ↘245 | ↘227 | ↗246 | ↘215 |

## История
Первое упоминание относится к 1348 году, когда одним из проводников Маршала Ордена в походе на Старый Каунас был некий Криоль или Бриоль из Пливискина (Pliwiskin).
Кирха впервые упоминается в 1451 году, в 1773 году она была построена из камня, поскольку предыдущее здание было сожжено российскими войсками в 1757 году. Плибишкен был из деревень, которые Апраксин разрешил разграбить солдатам.
Плибишкен также был полностью разграблен в течение нескольких дней французской армией в 1807 году. При отступлении французских войск из России в 1812 году Плибишкен вновь серьезно пострадал.
В 1925 году в Плибишкене проживало 290 человек, в 1938 году — 227 человек.
В 1946 году Плибишкен был переименован в поселок Глушково.

## Объекты культурного наследия
Местного значения:
- Кирха 1773 года;
- Памятник погибшим в годы Первой мировой войны.